# توولیکو
توولیکو (به لاتین: Tuuliku) یک روستا در استونی است که در دهستان سارده واقع شده‌است.